# Denkmal für Miguel de Cervantes (Valladolid)

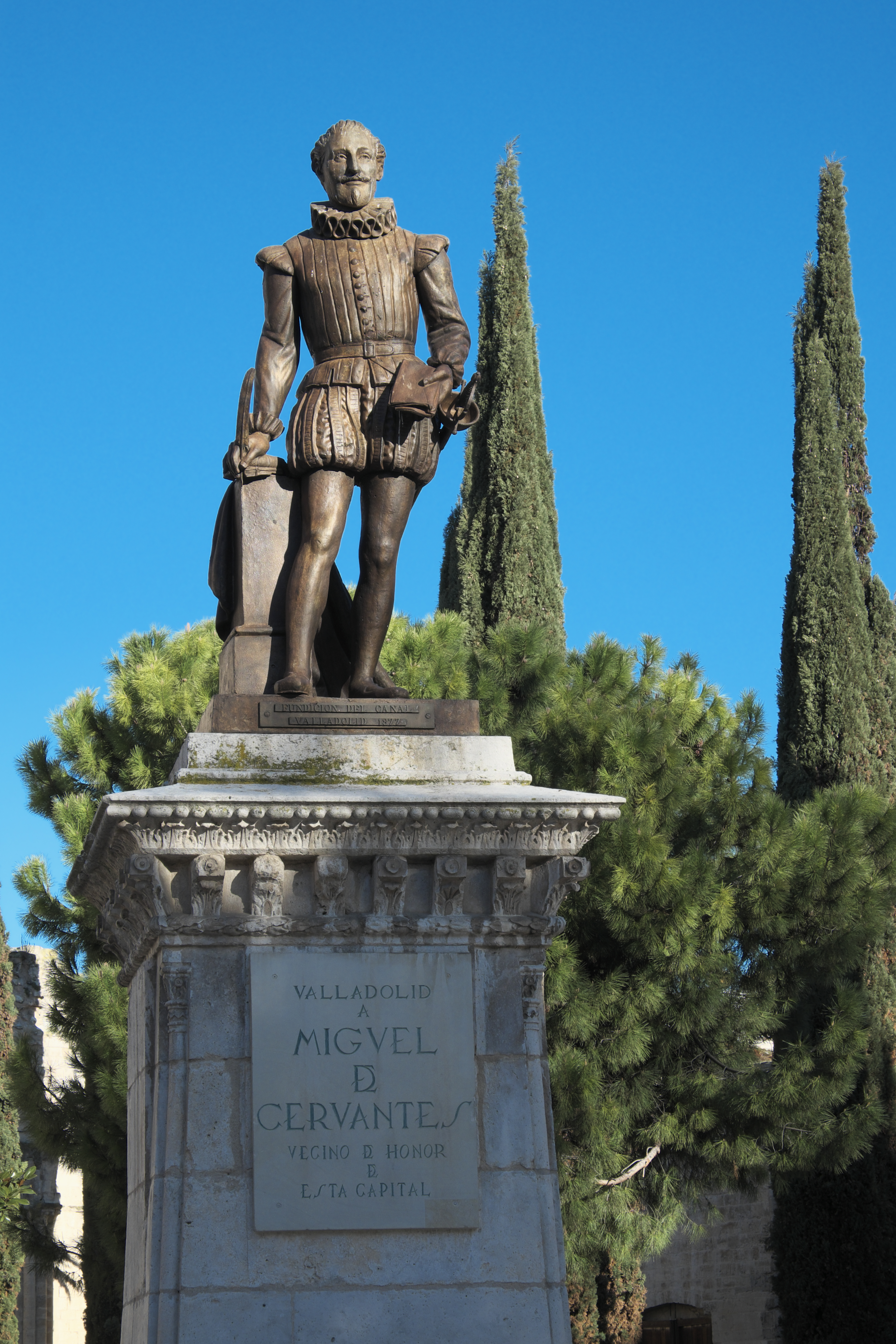
Denkmal für Miguel de Cervantes in Valladolid

Das Denkmal für Miguel de Cervantes in Valladolid, der Hauptstadt der gleichnamigen Provinz in der spanischen Autonomen Region Kastilien und León, wurde 1877 errichtet. 
Das zu Ehren des spanischen Schriftstellers Miguel de Cervantes (1547–1616) errichtete Denkmal steht seit 1889 bei der Universität Valladolid an der Plaza de la Universidad. Ursprünglich stand es auf einem Platz vor der Casa de Cervantes in Valladolid, wo 1605 Miguel de Cervantes wohnte. Seit 1862 befindet sich in diesem Gebäude ein Museum zum Leben und Werk des Schriftstellers.
Die Statue aus Bronze, die auf einem hohen Granitsockel mit einem Blattfries steht, wurde von Nicolás Fernández de la Oliva, einem Professor der Escuela de Bellas Artes de Valladolid, geschaffen. Miguel de Cervantes wird in Lebensgröße, in höfischer Kleidung und mit einer Halskrause, mit einem Buch in der linken Hand und einem umgeschnallten Degen dargestellt.